# Baphia macrocalyx
Baphia macrocalyx là một loài rau đậu thuộc họ Fabaceae.
Loài này có ở Mozambique và Tanzania.
Chúng hiện đang bị đe dọa vì mất môi trường sống.